# Mike Sylvester
Michael Joseph Sylvester, talvolta italianizzato in Silvester, detto Mike (Cincinnati, 10 dicembre 1951), è un ex cestista e allenatore di pallacanestro statunitense naturalizzato italiano.
Da giocatore si contraddistingueva per il carattere guerriero e per una particolare tecnica di tiro a caricamento laterale.

## Biografia
È fratello maggiore di Steve Sylvester, ex giocatore di football americano che tra il 1975 e il 1983 disputò nove stagioni in NFL con gli Oakland/Los Angeles Raiders. Il figlio Matt, nato a Pesaro nel 1982, giocò negli Ohio State Buckeyes e partecipò nel 2007 al film Semi-Pro, che vide come protagonisti Will Ferrell e Woody Harrelson.

## Carriera

### Club
Sylvester fu una promessa sia del baseball (tanto da essere scelto dai Chicago Cubs ad un draft MLB nel 1970) che della pallacanestro, ma alla fine optò per quest'ultima disciplina. A livello universitario trascorse un quadriennio presso la University of Dayton. Nella sua ultima partita giocata per l'ateneo, ovvero la semifinale della West Region al torneo NCAA 1974 contro i più quotati UCLA Bruins di Bill Walton, Sylvester segnò 36 punti che prolungarono l'incontro per tre tempi supplementari, sfiorando una clamorosa impresa.
Quell'estate si dichiarò eleggibile sia per il draft NBA che per quello della ABA, venendo scelto dai Detroit Pistons al sesto giro con la 105ª scelta assoluta nel primo caso e dai Carolina Cougars al decimo giro con la 98ª scelta assoluta nel secondo caso. La sua carriera tuttavia non proseguì in alcuna di queste due leghe in quanto accettò la chiamata dell'Olimpia Milano, società che lo ingaggiò con un contratto quadriennale con l'obiettivo di avviare l'iter di naturalizzazione grazie alle origini pugliesi di un nonno. La mancanza del passaporto italiano gli impedì di essere schierabile in campionato, pertanto nei primi anni venne utilizzato solamente da straniero nelle coppe europee. Inizialmente dunque scese in campo solo nella Coppa Korać 1974-1975, nella Coppa delle Coppe 1975-1976 vinta proprio dai biancorossi con Sylvester autore di 23 punti nella finalissima, e nella Coppa delle Coppe 1976-1977 a cui l'Olimpia partecipò in qualità di detentrice del trofeo nonostante in campionato stesse militando in A2 per via della retrocessione dell'anno precedente. Nel 1977 Sylvester ottenne il passaporto italiano e poté essere utilizzato anche in campionato, tanto che fu il quarto miglior marcatore della prima fase della Serie A1 1977-1978 con 25 punti di media. La sua permanenza a Milano durò fino al termine della stagione 1979-1980, quando venne acquistato dalla Scavolini Pesaro con una ricca offerta.

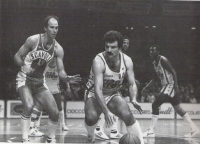
Sylvester, a sinistra, difende su Romeo Sacchetti durante l'incontro tra Pesaro e Varese del 3 febbraio 1985

Nella città marchigiana giocò per sei stagioni, dal 1980 al 1986. Durante questo periodo fu protagonista dei primi trofei ufficiali della storia del basket pesarese. Un primo storico successo venne sfiorato nel 1981-1982 quando la Scavolini chiuse al primo posto la regular season della Serie A1 di quell'anno arrivando poi per la prima volta alle finali scudetto, nelle quali arrivò però una sconfitta contro Milano. L'anno seguente Pesaro vinse il suo primo trofeo internazionale con la conquista della Coppa delle Coppe 1982-1983, vinta dopo una finalissima che vide Sylvester realizzare 24 punti nella vittoria per 111-99 contro i francesi dell'ASVEL.
Una scazzottata con Mike Davis e con altri giocatori della Juvecaserta in gara 2 delle semifinali scudetto lo costrinse a scontare una squalifica che gli fece saltare le finali, perse nuovamente contro Milano. La riduzione della sanzione da cinque a quattro giornate gli consentì però di scendere in campo nella finale di ritorno della Coppa Italia 1985, partita in cui la formazione adriatica riuscì a rimontare dal -14 della gara di andata a Varese ribaltando il punteggio tra le mura amiche con un +16 propiziato da una sua prestazione da 31 punti personali. Fu la prima Coppa Italia vinta dal club.
Nel giugno 1986 il trentaquattrenne Sylvester venne ceduto da Pesaro al Basket Rimini, altra società di Serie A1. L'allora "Hamby", sponsor di quell'anno, si presentava con un nuovo tecnico Gianfranco Lombardi e una rosa profondamente rinnovata da una dispendiosa campagna acquisti che portò in Romagna, tra gli altri, Olden Polynice, Jeff Lamp e il centro italiano Marco Ricci acquistato per un miliardo di lire. Nonostante ciò, l'annata a livello di squadra si rivelò nefasta, visto che su trenta giornate di campionato arrivarono solo quattro vittorie.
La retrocessione lo portò a lasciare Rimini dopo un solo anno e ad essere ingaggiato dalla Virtus Bologna. Al primo anno, sotto la guida dell'allenatore jugoslavo Krešimir Ćosić, ebbe per sua stessa ammissione delle incomprensioni con il tecnico ed una stagione difficile. Al secondo anno nel capoluogo emiliano vinse la finale della Coppa Italia 1989 contro la Juvecaserta, partita nella quale il trentasettenne Sylvester siglò 8 punti. L'anno seguente, le vu nere del giovane capo allenatore Ettore Messina centrarono sia il bis in Coppa Italia che il successo in Coppa delle Coppe, ma Sylvester non scese in campo in nessuna di queste due finali poiché fermato da un intervento alla schiena che gli fece saltare gran parte di stagione.
La sua ultima annata da giocatore ebbe luogo in Sicilia, alla Pallacanestro Marsala militante in Serie B d'Eccellenza.

### Nazionale
La cittadinanza italiana, ottenuta appunto nel 1977, gli permise di far parte della nazionale azzurra che partecipò alle Olimpiadi di Mosca 1980 culminate con la conquista della medaglia d'argento. A causa del boicottaggio operato dal Comitato Olimpico degli Stati Uniti per protesta verso l'invasione sovietica dell'Afghanistan, Sylvester risultò essere l'unico cittadino statunitense ad aver ottenuto una medaglia in quell'edizione dei Giochi. Un anno più tardi partecipò agli Europei 1981 che per l'Italia si conclusero con un quinto posto.
In azzurro totalizzò 46 presenze e 521 punti tra il 1980 e il 1983.

### Dopo il ritiro
A fine carriera, nel 1991, tornò negli Stati Uniti dove tentò senza particolare fortuna la carriera di allenatore.

### Baseball
Oltre al già menzionato periodo in cui praticò il baseball in gioventù tanto da essere selezionato ad un draft nel 1970 dai Chicago Cubs, Sylvester si cimentò nella Serie A1 di baseball nell'estate 1978, quando giocò nel Diavia Bollate. Come lanciatore salì sul monte in undici partite, nelle quali lanciò sessantasei inning complessivi con una media PGL pari a 3,55. In attacco, nell'arco di tredici presenze, si presentò al piatto in ventinove apparizioni complessive, nelle quali fece registrare una media battuta di .269.

## Palmarès
- Coppa delle Coppe: 3

Olimpia Milano: 1975-76
V.L. Pesaro: 1982-83
Virtus Bologna: 1989-90
- Coppa Italia: 3

V.L. Pesaro: 1985
Virtus Bologna: 1989, 1990